# Templo de la Razón

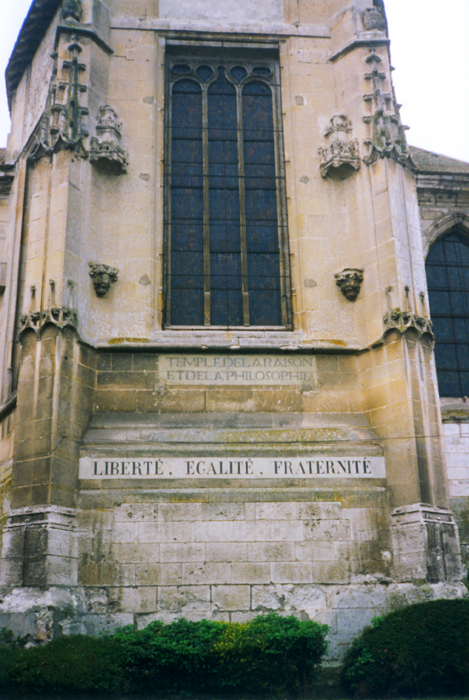
Una inscripción republicana sobre una antigua iglesia: «Temple de la Raison et de la philosophie - Liberté, Egalité, Fraternité»

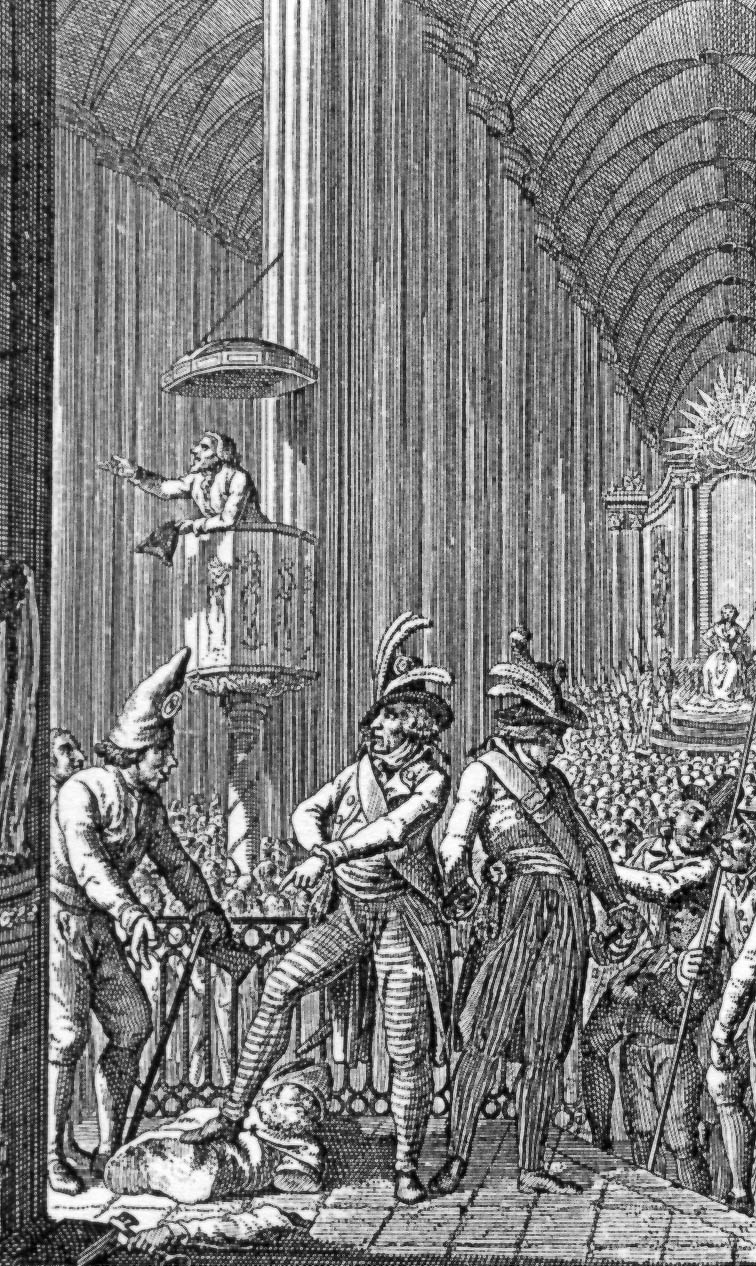
La catedral de Estrasburgo transformada en Templo de la Razón (grabado de 1793-1794).

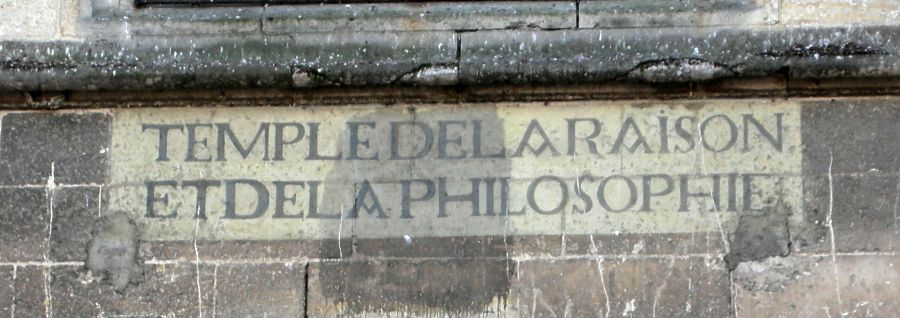
Inscripción sobre un muro de la iglesia Saint-Martin d'Ivry-la-Bataille.

Un templo de la Razón (en francés: temple de la Raison), creado durante la Revolución francesa en 1793, es un templo ateo que consiste en un monumento cristiano reconvertido para organizar en él el culto de la Razón de los hebertistas ateos (otoño 1793-primavera 1794) y después del culto del Ser Supremo de los montañeses deístas (primavera-verano 1794).

## Historia
La «religión» centrada en el culto de la Razón debía reunir a todos los pueblos bajo las divisas de la libertad y de la igualdad para volver a los principios fundamentales de la República romana, lo que significaba explícitamente el fin de toda monarquías.
El principal instigador del culto del Ser Supremo fue Robespierre. Diputado del Tercer Estado, después líder del partido de los Montañeses, se convirtió en uno de los acusadores, con su colaborador directo Saint-Just en el juicio de Luis XVI y figura dominante del Comité de Salvación Pública desde julio de 1793 hasta julio de 1794. Propuso que para contrarrestar la religión católica, puesta en la lista negra desde 1792, pero también contra las ideas ateas, era necesario crear una nueva «religión», de ahí la idea de «re-dedicar» iglesias, entre ellas la de Santa Genoveva de París, en templos masónicos «de la Razón». De hecho, santa Genoveva era venerada durante la Revolución, ya que había protegido París contra la invasión de los hunos en el 451.
Muchas iglesias fueron transformadas en templos de la Razón y, posteriormente, en templos del Ser Supremo. Se pueden citar:
- catedral de Notre-Dame de Paris, el 10 de noviembre de 1793;[1]
- iglesia de Saint-Sulpice de Paris;
- iglesia de Saint-Paul Saint-Louis en Le Marais, antigua maison professe de los jesuitas;
- basílica de Saint-Denis;
- iglesia de Los Inválidos;
- iglesia de saint Thomas d'Aquin;
- Santa Genoveva de París (ahora Panteón de París);
- iglesia de Saint Pierre en el barrio de Montmartre (devastada);
- catedral de Notre-Dame de Chartres;
- catedral de Notre-Dame de Reims;
- catedral de Saint-Pierre-et-Saint-Paul de Troyes;
- catedral de Notre-Dame de Rouen;
- iglesia de Notre Dame de Versalles;
- iglesia de Saint-Pierre de Caen;
- catedral de Notre-Dame de Estrasburgo (30 brumario año II, 20 de noviembre de 1793);
- iglesia de San Salvador de Rennes;
- y muchas iglesias de provincia.

Sin embargo, muchas iglesias que servían como almacén, ya se habían vendido o destinado a otros usos y no fueron transformadas en templos de la Razón o en templos del Ser supremo.
El Concordato en 1801 restauró el culto católico en las iglesias.